# Nordstemmen
Nordstemmen é um município da Alemanha localizado no distrito de Hildesheim, estado de Baixa Saxônia.

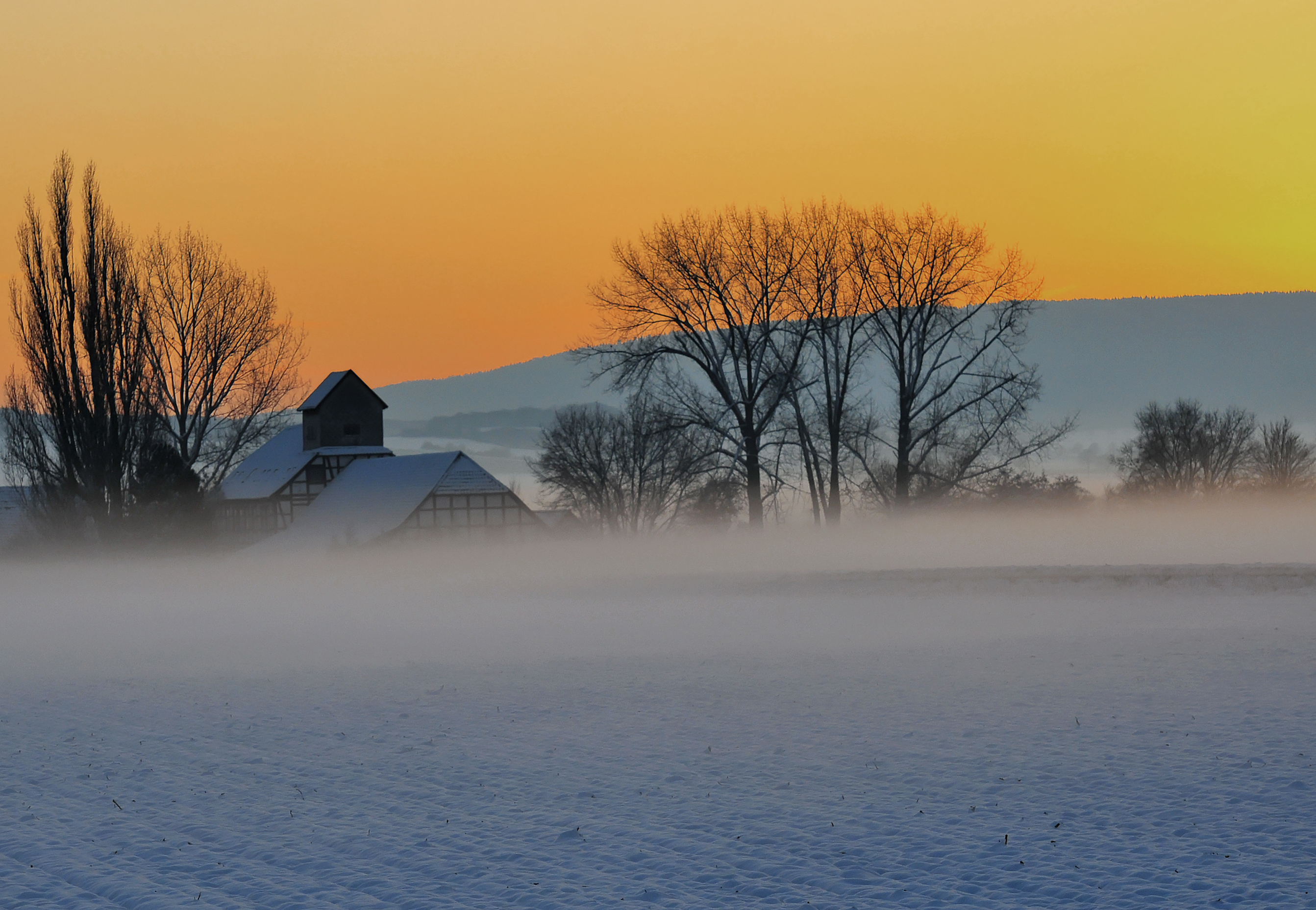
Névoa próxima ao rio Haller em Nordstemmen.